# Gare de Noisiel
La gare de Noisiel est une gare ferroviaire française située sur le territoire de la commune de Noisiel, en Seine-et-Marne. Elle porte le nom d'un quartier de la commune, Le Luzard, au sein duquel elle se situe. Elle est desservie par la ligne A du RER d'Île-de-France.

## Situation ferroviaire
La gare est située au point kilométrique (PK) 44,86 de la branche Est du RER A, entre les gares de Noisy - Champs et de Lognes.

## Histoire
La gare de Noisiel est ouverte le 19 décembre 1980 dans le but d'accompagner le développement de la ville nouvelle de Marne-la-Vallée, tout en desservant la commune de Noisiel qui fait partie du secteur 2 de la ville nouvelle, le Val Maubuée.
Selon la RATP, la fréquentation annuelle en 2021 est estimée à 2 273 213 voyageurs. Elle accueille plus de 10 500 voyageurs par jour.

## Service des voyageurs

### Accueil
La gare dispose de trois accès : 
- Accès n°1 Grande Allée des Bois, accessible aux personnes à mobilité réduite,
- Accès n°2 Cours des Roches, donnant accès à la gare routière,
- Accès n°3 Allée Jean-Paul Sartre, desservant uniquement le quai en direction de Marne-la-Vallée - Chessy.

Les accès 1 et 2 donnent accès au bâtiment voyageurs, équipé d'un guichet d'infomation et de distributeurs automatiques de titres de transport, et hébergeant un commerce. Deux ascenseurs permettent de rejoindre les quais. L'accès 3, quant à lui, est seulement équipé de distributeurs automatiques.

Accès à la gare
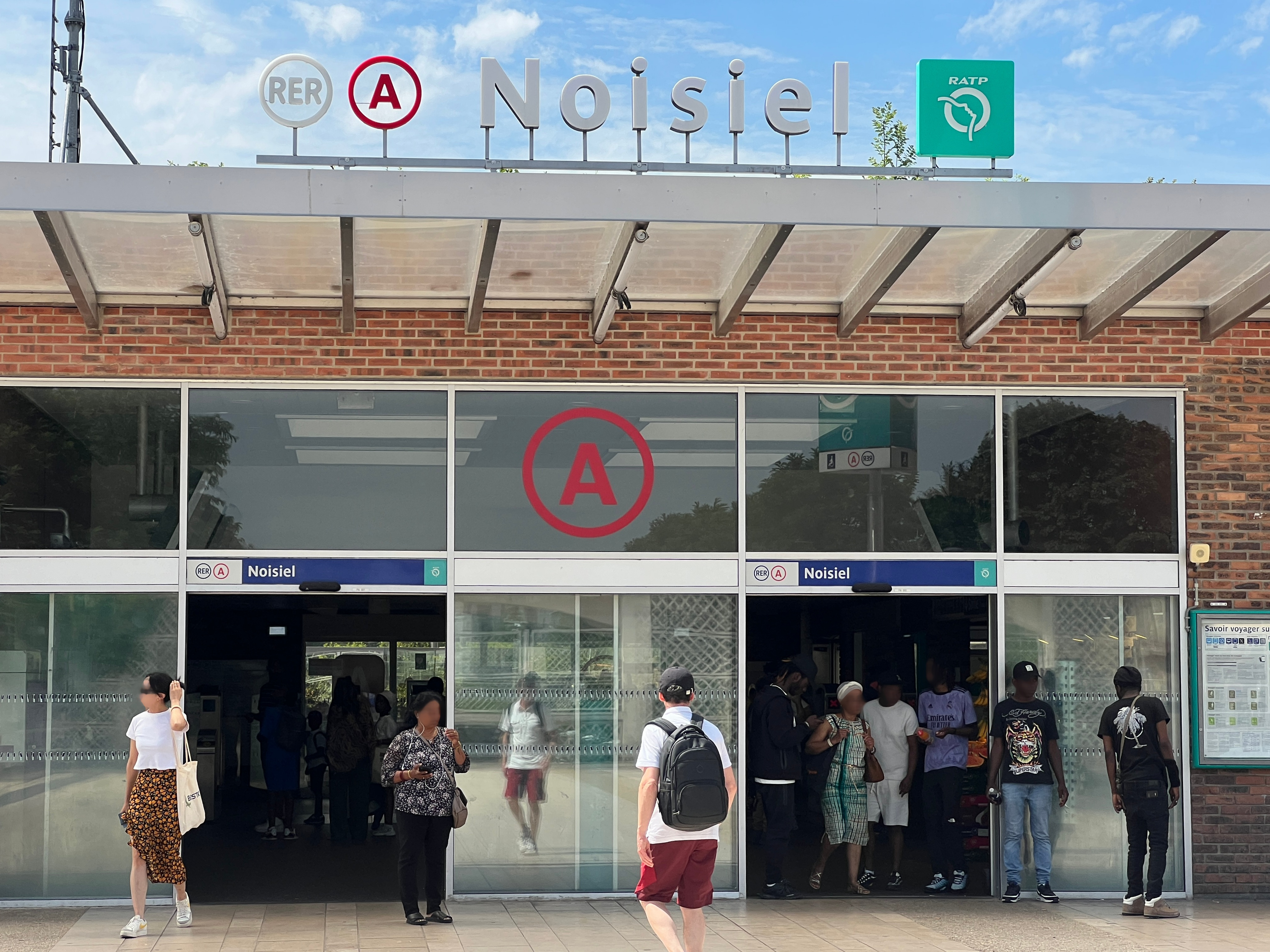
L'accès no 1 « Grande Allée des Bois ».
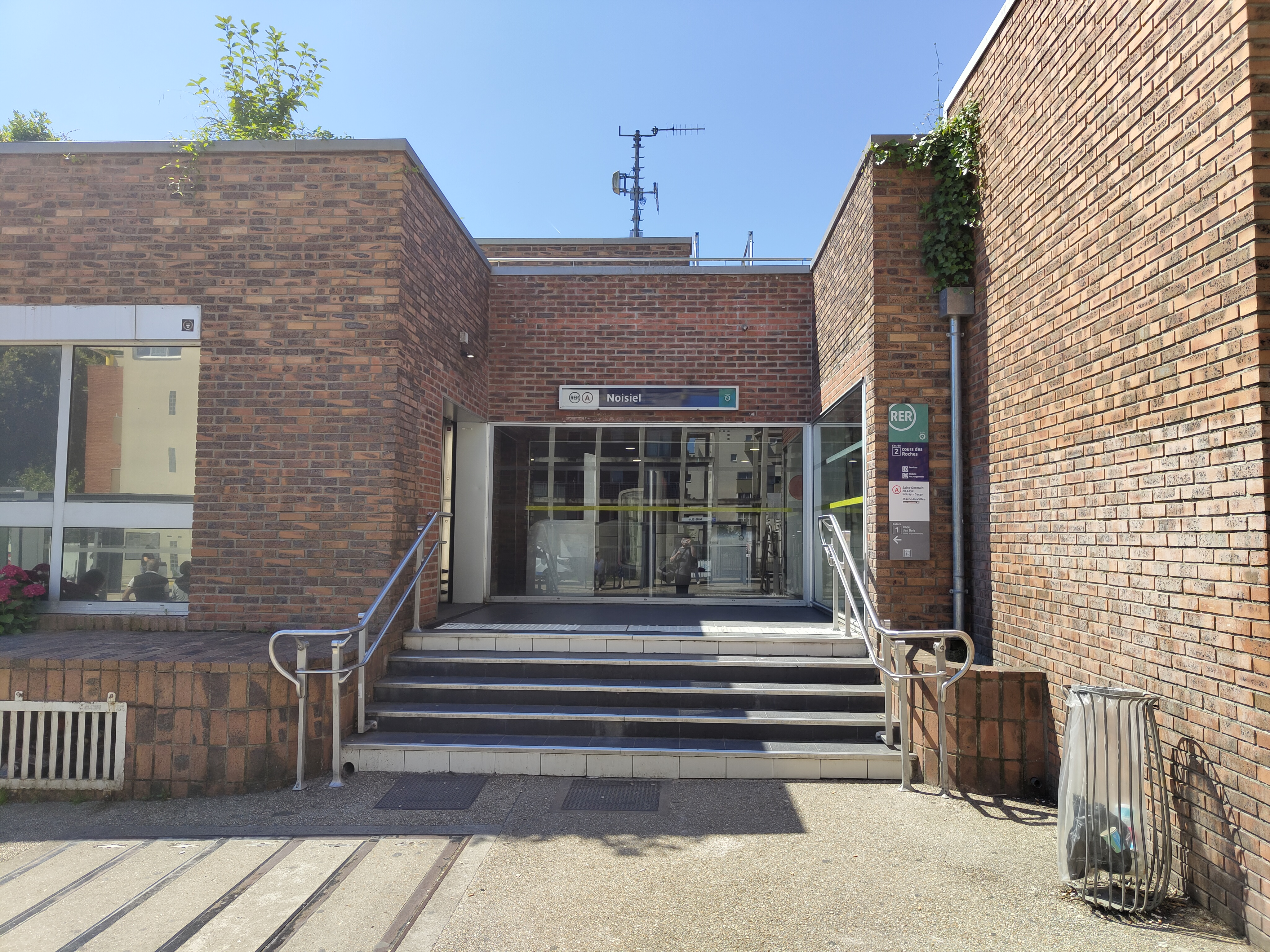
L'accès no 2 « Cours des Roches ».
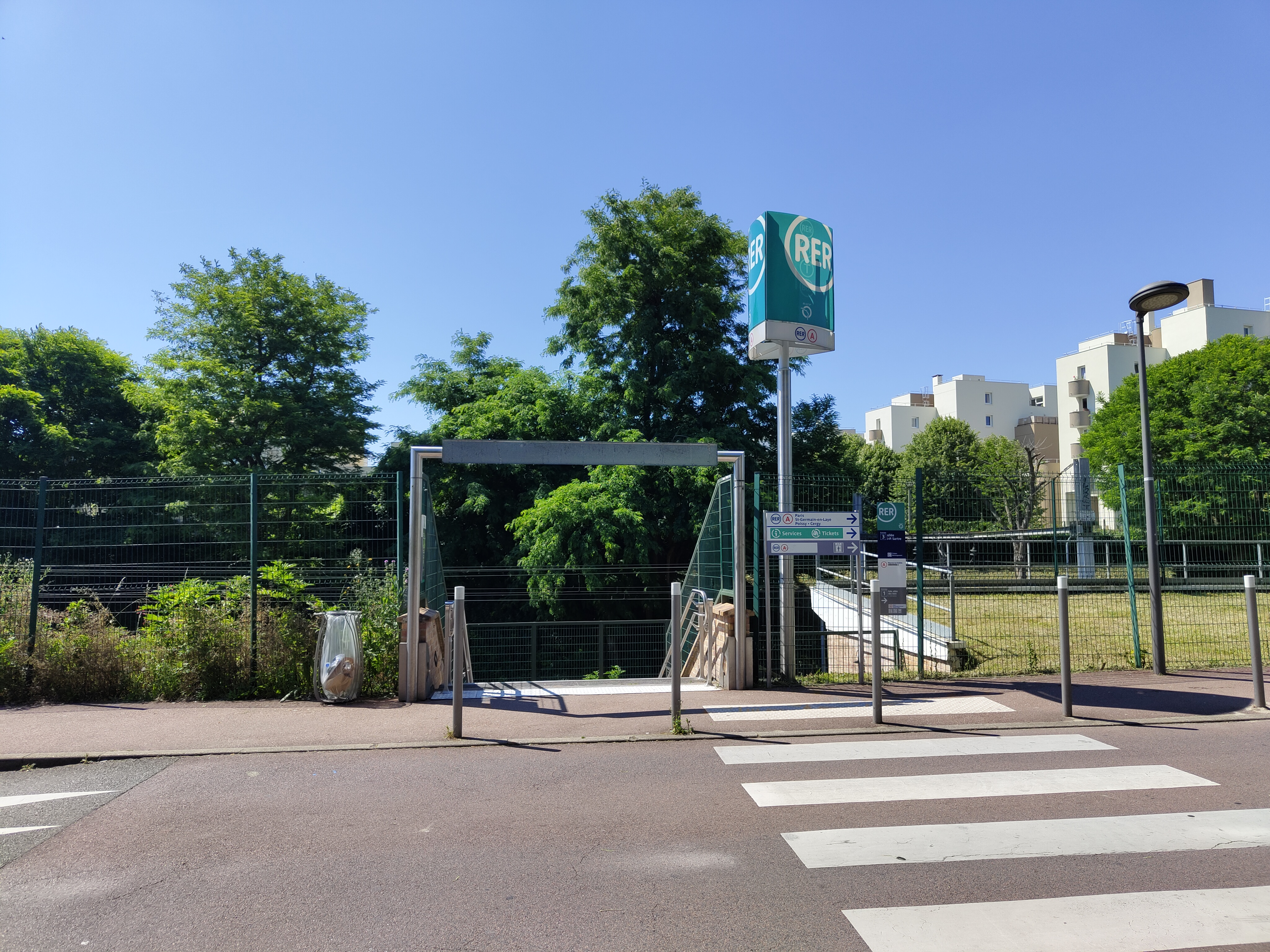
L'accès no 3 « Allée Jean-Paul Sartre ».

### Quais

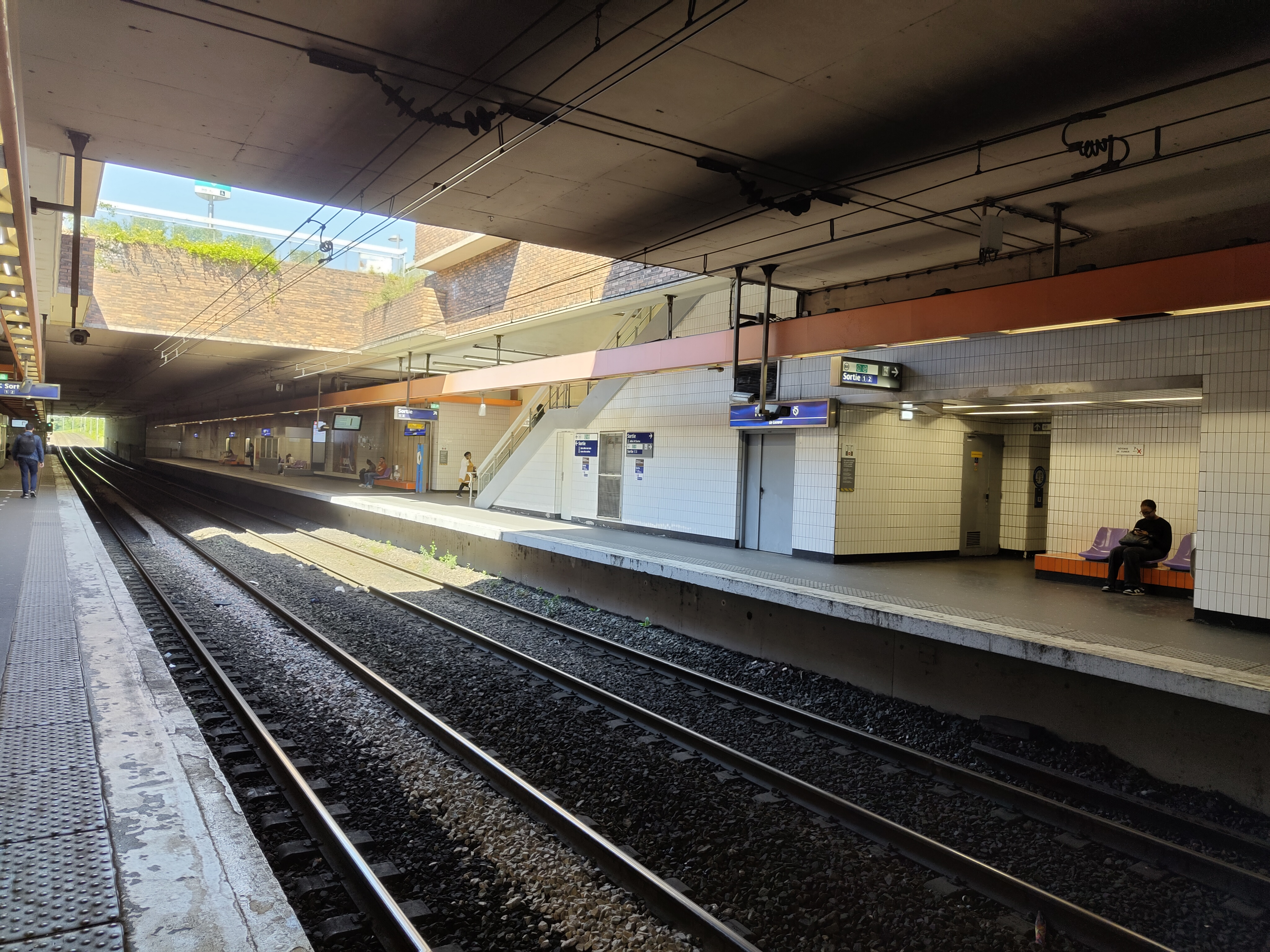
Quais en direction de Paris.

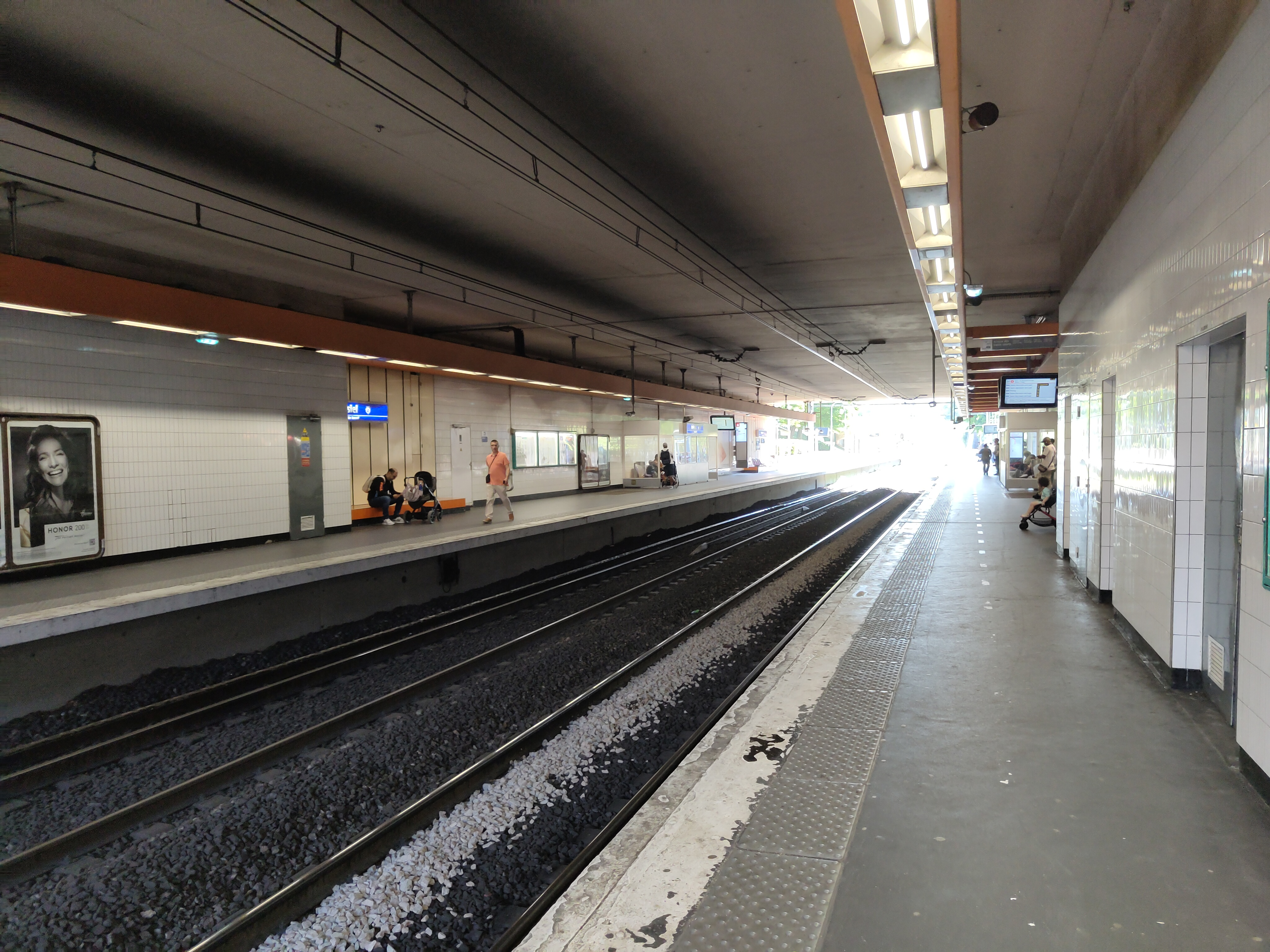
Quais en direction de Marne-la-Vallée - Chessy.

La gare dispose de deux quais, servant les trains en direction de Paris d'une part, et Marne-la-Vallée - Chessy de l'autre. Ceux-ci sont en partie souterrains. Sur cette partie, ils sont aménagés avec une décoration dans le style Andreu-Motte du métro parisien de couleur orange, avec banquette recouverte de carrelage de cette couleur, ainsi que de sièges Motte violets (rompant l'uniformité colorimétrique du style), et des bandeaux d'éclairage orange. Les sièges sont pour certains séparés du quai par une cloison vitrée, afin de les protéger du souffle des trains circulant sans arrêt.

### Desserte

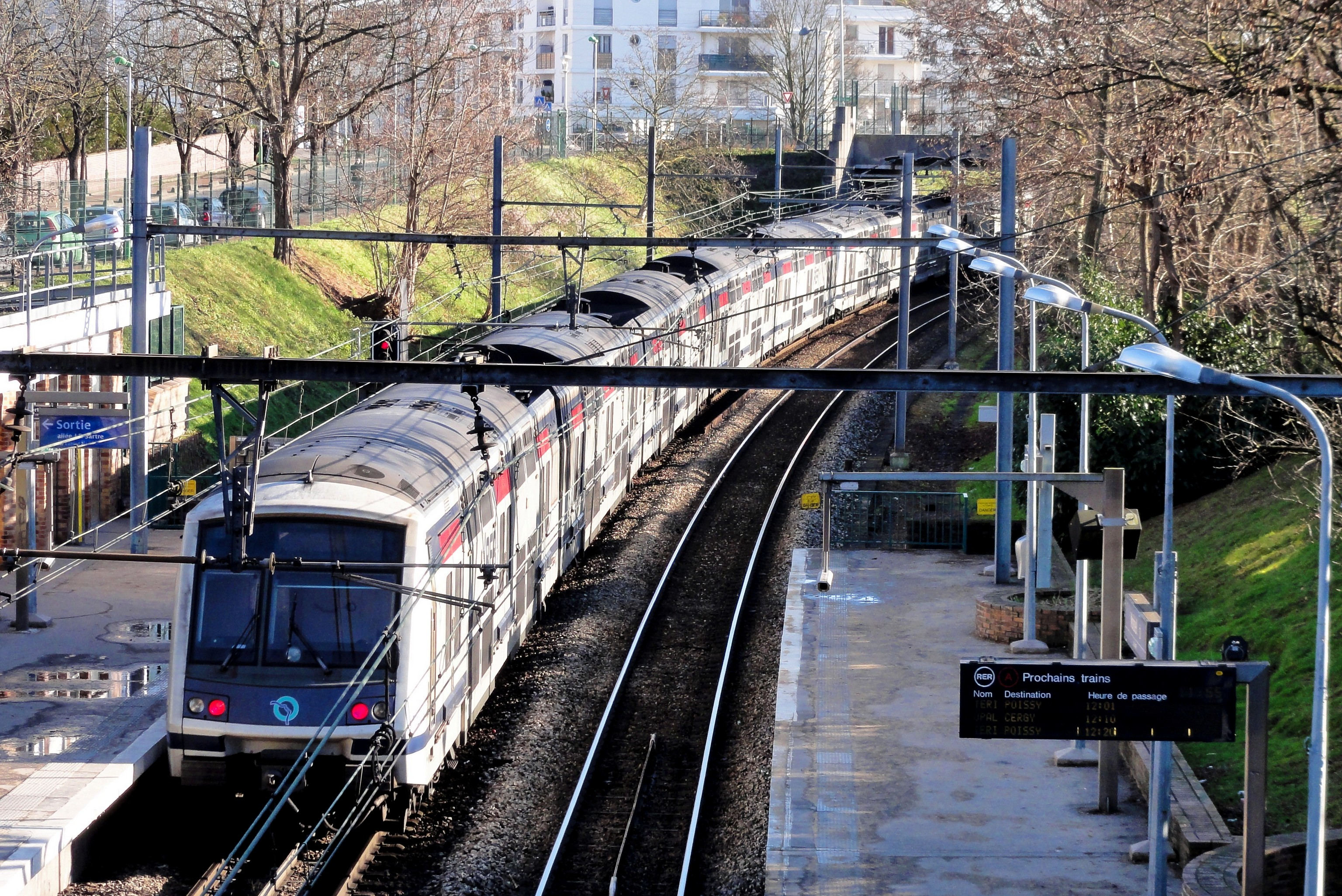
MI 2N à la gare de Noisiel.

La gare est desservie par les trains de la ligne A du RER parcourant la branche de Marne-la-Vallée - Chessy.
La desserte se compose, :
- en heure de pointe :
  - vers l'ouest, de dix trains par heure se dirigeant vers la branche de Saint-Germain-en-Laye, cinq avec pour terminus Saint-Germain-en-Laye, trois pour Rueil-Malmaison et deux pour Le Vésinet - Le Pecq.
  - vers l'est, de dix trains dont cinq ayant pour terminus Torcy, et cinq continuant jusqu'à Marne-la-Vallée - Chessy.

- en heures creuses :
  - vers l'ouest, de neuf trains par heure dont quatre pour Saint-Germain-en-Laye, trois pour Rueil-Malmaison et deux pour Le Vésinet - Le Pecq.
  - vers l'est, de neuf trains par heure dont cinq pour Torcy et quatre pour Marne-la-Vallée - Chessy.

- en soirée :
  - vers l'ouest, de cinq trains par heure dont quatre vers Saint-Germain-en-Laye et un pour la Défense.
  - vers l'est, de quatre trains par heure pour Marne-la-Vallée - Chessy.

- le weekend :
  - en journée, de six trains par heure pour Marne-la-Vallée - Chessy, trois pour Cergy-le-Haut et trois pour Poissy.
  - en soirée, de trois trains par heure pour Marne-la-Vallée - Chessy, un pour Torcy, deux pour Poissy et deux pour Cergy-le-Haut.

### Intermodalité
La gare est desservie par :

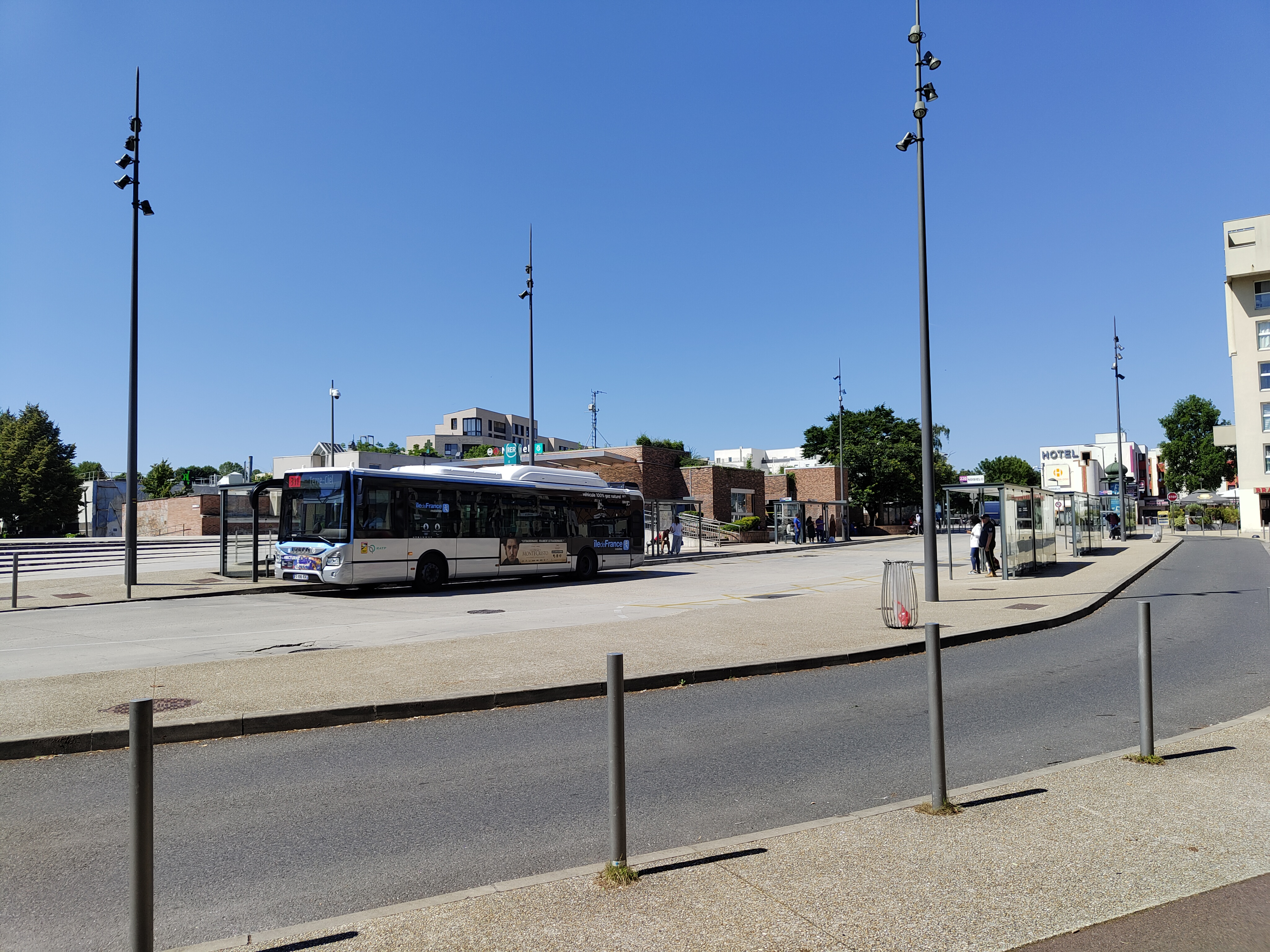
Gare routière, avec le bâtiment voyageurs en arrière-plan. Le bus 311 à destination de Terre-Ciel attend son départ.

- les lignes 211, 213, 220 et 311[N 1] du réseau de bus RATP ;

- la ligne 3148 du réseau de bus du Pays Briard ;
- la ligne C du réseau de bus Marne et Brie ;
- la ligne N130 du service de bus de nuit Noctilien.

Les bus de la RATP et le Noctilien utilisent la gare routière, tandis que les lignes 10 et C ont leur arrêt sur le cours des Roches, à proximité.
La gare possède un abri Véligo de 20 places, ainsi qu'un dépose-minute (pour taxi et véhicule de particulier).

## À proximité
- Chambre régionale des comptes d'Île-de-France,
- Établissement de Noisiel de l'École nationale des finances publiques,
- Scène nationale de la Ferme du Buisson,
- Centre de formation de la RATP,
- Centre administratif de la Banque de France.